# George Szell
George Szell (węg. György Széll; ur. 7 czerwca 1897 w Budapeszcie, zm. 30 lipca 1970 w Cleveland) – amerykański dyrygent, kompozytor i pianista pochodzenia węgierskiego.

## Życiorys
W wieku 11 lat wystąpił po raz pierwszy jako pianista. Studiował w Wiedniu kompozycję i teorię muzyki.
W wieku 17 lat dyrygował własnym utworem w wykonaniu Filharmoników Berlińskich. Richard Strauss zatrudnił go jako korepetytora w berlińskiej Staatsoper Unter den Linden w latach 1914–1917.
Szell został następcą Ottona Klemperera jako główny dyrygent Filharmonii w Strasburgu. Następnie działał w Pradze, Darmstadcie i Düsseldorfie. W latach 1924–1929 był pierwszym dyrygentem opery berlińskiej Unter den Linden, kierując jednocześnie berlińską orkiestrą radiową. Dokonywał też nagrań z Filharmonikami Wiedeńskimi. W latach 1936–1939 kierował Scottish National Orchestra.
W 1940 zamieszkał w Stanach Zjednoczonych. Dyrygował Filharmonią Nowojorską, w latach 1942–1946 współpracował z Metropolitan Opera, a w latach 1943–1956 z Filharmonią Nowojorską. W 1946 został naczelnym dyrygentem Cleveland Orchestra.
Po II wojnie światowej występował często na Festiwalu w Salzburgu, gdzie dyrygował też prawykonaniami utworów Rolfa Liebermanna i Wernera Egka.
Krytycy zaliczali George’a Szella do „hungarian connection” – węgierskich muzyków (poza Szellem Georg Solti, Eugene Ormandy, Antal Doráti i Fritz Reiner), którzy od połowy XX wieku doprowadzili amerykańskie orkiestry symfoniczne do doskonałości.